# 航空電子
航空電子（こうくうでんし）は2000年に結成された、日本のポップス・パンク・テクノバンドである。

## バイオグラフィ
2000年4月、静岡県浜松でタバタコウヘイとクスモトヨシノリを中心に結成。
2001年夏、細野晴臣の審査による「はっぴいえんどトリビュート・新人オーディション」にて合格、『春よ来い』のカバーが『HAPPY END PARADE～tribute to はっぴいえんど～』に収録された。
2002年11月、1st.ミニアルバム『FLYING-HIGH!!』をリリース。この頃からライブ毎にメンバーが変わる「登録メンバー制」を採用し、登録メンバー11名（12名であったとの説もある）のうち、最小4名から最大11名によるライブパフォーマンスを展開した。
2003年12月、1st.フルアルバム『SONIC BOOM』をリリース。2004年1月より全国ツアー『轟音エアロバティックTOUR 2004』を行い、ツアーファイナルとして初のワンマンライブを行う。
2004年6月より”登録メンバー制”を廃止し、タバタ、クスモト、イセキ、オカムラ、スギヤマ、フセ、ワタナベの7名編成として活動。さらに、同12月タバタ、クスモト以外のメンバーをリセット。アルバム制作のためライブ活動を休止する。
2005年3月、2nd.ミニアルバム『BLACK BOXXXX』をリリース。新メンバー；ニシモトシンヤ（スティック、ベース）、オカムラ、ワタナベを加えた5名編成でライブ活動を再開。同年9月ケラ＆ザ・シンセサイザーズの共演として渋谷CLUB QUATTROに出演した。
2006年4月、オカムラヒロヒサに代わりギターとしてタダノリヒコ（ex.SLAP STICKS）が加入。華原朋美のカバー『I'm proud e.p.』をリリース。同年9月、有頂天のトリビュートアルバム『The Very Best Covers Of 有頂天』に『でっかち』で参加。同年11月、主催イベントとして「『The Very Best Covers Of 有頂天』発売記念GIG～Techno Side」を開催。HONDALADY、FLOPPYと共に有頂天に対する偏愛ぶりを座談会で語る。
2006年末の東名阪ツアーのあと、ワタナベの療養（同年8月よりライブ休養中）と楽曲制作のため1年間のライブ活動休止を発表。
2008年1月、約3年ぶりに11名編成のライブを行い、同時にタバタ、クスモト、タダ、ワタナベの4人編成でのライブ再開を発表。
2008年3月、コナミのアーケードゲーム『ポップンミュージック16 PARTY』に書き下ろし新曲；マスカレード・ア・ゴーゴーを提供。ゲーム内でのジャンルは”ピコパンク”。
2008年6月、3rd.ミニアルバム『AFTER BURNER』のリリース。ポップンミュージック16 PARTY提供曲；マスカレード・ア・ゴーゴーのフルバージョンや小林写楽（FLOPPY）によるリミックスを収録。
2008年7月、タバタコウヘイ、ワタナベヤスフミプロデュースによるコンピレーションCD『東京ゲリラ』をリリース。”白塗り、サブカル、ニューウェーブ”をキーワードに東京を中心として活動するライブバンド12バンド（アーバンギャルド、ぐしゃ人間、バイナリキッド、neuron、ピノキヲ、遺伝子組換こども会、山下総合病院、不謹慎シンドローム、ピノリュック、Boogie the マッハモータース、征露丸X、航空電子）が集結。2008年9月に同CD購入者全員無料招待のライブイベント”LIVE INN 東京ゲリラ（2009/09/06-07 池袋・LIVE INN ROSA）”を2日間にわたって開催。書道家によるパフォーマンス、各バンド制作による映像作品の上映、観客参加による”東京ゲリラの歌（作詞・作曲：バイナリキッド）”の収録など、通常のライブイベントを超えたイベントとなる。企画・運営を航空電子が担当した。
2009年1月、ワタナベヤスフミの脱退を発表。同2月21日、ワタナベラストライブは、ワタナベ作曲の楽曲、レコーディング参加曲を演奏。同日、2008年の活動を総括するライブDVD『BABY STEALTH 3』をリリース。
2009年4月、サポートメンバーとして、ドラムにキョウチャン（ex.cocobat）が参加。
2009年9月、サポートメンバーとして、システム＆DJに元メンバーの杉山圭一とキーボードに大久保敬（ex.新宿フォーク・ザ・キャプテンズ、現アーバンギャルド）が参加。
2009年10月14日、4th.ミニアルバム『IMPULSE!!』とタバタコウヘイプロデュースによるコンピレーションCD『東京ゲリラ２』を同時リリース。新宿ロフトにて開催された、ニューウェーブイベント『DRIVE TO 2010』3日目（10月7日）のイベントとして＜東京ゲリラ・ナイト＞を開催し、主宰バンドとしてトリをつとめた。（同日、アルバムを先行リリース）
2009年11月2日、5年ぶりとなるワンマンライブを新宿Motionにて開催。
2010年2月20日、LIVE INN東京ゲリラ２＠大阪～東京の野蛮、大阪へ～を難波ロケッツにて開催。このライブのあと、ボーカル；タバタコウヘイの喉の手術のため活動休止を発表した。
2013年6月30日、3年ぶりとなるライブ（ワンマン）を開催。
2015年7月19日、10年ぶりにザ・キャプテンズとの共演を果たす。以降、ライブ活動を休止中。

## メンバー
- タバタコウヘイ（ボーカル）
- クスモトヨシノリ（ベース、プログラミング）／ダブルユース
- タダノリヒコ（ギター）／ex.SLAP STICKS
- キョウチャン（ドラム、サポート）／FDz、ex.アーバンギャルド、ジャッジメント、エアインチョコ、ex.cocobat
- 杉山圭一（DJ、サポート）／野獣のリリアン、ヤング100V、ELF、ケラ&ザ・シンセサイザーズ

## 過去のメンバー
- 大久保敬（キーボード、サポート）／アーバンギャルド、ex.ザ・キャプテンズ、エアインチョコ、ex.新宿フォーク
- ワタナベヤスフミ（ドラム）／フロッタージュ、せひうすP、ex.野獣のリリアン、フレミングス、ダブルユース、ex.スカーフカー
- ニシモトシンヤ（スティック、ベース）／野獣のリリアン、Shreddy Pulse、BBSN、フレミングス、NO IS Ⅳarkestra、ex.モノグラム
- オカムラヒロヒサ（ギター）／Kronos Bee Bites
- イセキソウタ（ギター）
- フセユウイチロウ（ドラム）／ダブルユース、VMO
- ハタザワタカシ（ベース）／Kronos Bee Bites
- カワグチサトシ（キーボード）／ex.ママスタジヲ
- スズキマサキ（ドラム）／MASAKing、ex.ノーボトム！
- タムラアキラ（ボーカル、ギター）／DEADCOPY、プコトロン、ex.Q熱
- シライシヒデアキ（ギター）
- イワマサトシ（ギター）
- スサミリョウ（ドラム）
- オミナエユカ（キーボード、テルミン）
- オガワヒロシ（ドラム）
- アジオカシュウジロウ（コタツ）
- イノウエカズアキ（ドラム）

## ディスコグラフィー
アルバム
- IMPULSE!!（2009/10/14 C-LINK LOCL-011 ）
- AFTER BURNER（2008/06/25 CITRON RECORDINGS DDCH-2308 ）
- BLACK BOXXXX（2005/03/16 ナゴムスタア NGS-004 ）
- SONIC BOOM（2003/12/17 Viewsic DISCS CSCA-001）
- FLYING-HIGH!!（2002/11/01 HARDBOILED RECORD HBCD-004）

シングル
- SAFE GAME（2006/09/10 JET*SOUND JSCD-003）
- I'm proud e.p.（2006/05/10 デルファイサウンド DDCH-2103）
- サクラサク（2004/09/20 JET*SOUND JSCD-001）

DVD
- BABY STEALTH 3（2009/02/21 JET*SOUND JSD-005）
- BABY STEALTH 2～Live at CHELSEA HOTEL（2006/09/10 JET*SOUND JSD-004）
- BOOTLEG#1（2006/05/20 JET*SOUND JSD-003）
- BABY STEALTH 1～Live at CLUB QUATTRO SHIBUYA（2005/11/04 JET*SOUND JSD-002）
- BLACK BOXXXX DVD（2005/04/10 JET*SOUND JSD-001）

コンピレーション参加作品
- 東京ゲリラ2（2009/10/14 C-LINK LOCL-012）
- ポップンミュージック16 PARTY♪オリジナルサウンドトラック（2008/08/29 KONAMI LC1698-1699）
- 東京ゲリラ（2008/07/09 Citron Recordings DDCH-2309）
- The Very Best Covers Of 有頂天（2006/09/20 デルファイサウンド DDCH-2107）
- 聴視激エンターテイメント！2（2004/08/25 亀有レコード KUCR-1002）
- おニャン子パンクLOVE（2003/11/19 ポニーキャニオン PCCA-01965）
- 闘魂っスカ！（2003/08/20 ポニーキャニオン PCCA-01928）
- HAPPY END PARADE（2002/05/22 SPEEDSTAR RECORDS VICL60881-2）